# フラッド (映画)
『フラッド』（原題：Hard Rain）は、1998年制作のアメリカ映画。
『アビス』、『バックドラフト』などの撮影監督を務めたミカエル・サロモンの初監督作品であり、『スピード』、『ブロークン・アロー』のグレアム・ヨストが脚本、マーク・ゴードンが製作した自然災害を背景にしたパニック・アクション映画である。
豪雨で半水没した町を舞台にした水上・水中でのアクション・シーンが見せ場になっている。

## あらすじ
ミシシッピ川流域にあるアメリカ中西部・インディアナ州の小さな町ハンティングバーグは、気圧低下による記録的な豪雨に見舞われた結果、町のほとんどが冠水、さらに上流のダムが決壊して洪水が発生する危険性が高まったことから、住民が全員避難し、無人となっていた。
そんな中、1台の現金輸送車が立ち往生、ガードマンのトムは無線で救助を要請するが、ジム率いる強盗団の襲撃を受ける。トムは現金を持って脱出、半水没した町を舞台に、現金をめぐっての壮絶な闘いの幕が切って落とされた。

## キャスト
| 役名       | 俳優                     | 日本語吹替        | 日本語吹替   |
| 役名       | 俳優                     | ソフト版          | 日本テレビ版 |
| ---------- | ------------------------ | ----------------- | ------------ |
| ジム       | モーガン・フリーマン     | 小林清志          | 内海賢二     |
| トム       | クリスチャン・スレーター | 堀内賢雄          | 平田広明     |
| マイク     | ランディ・クエイド       | 広瀬正志          | 佐古正人     |
| カレン     | ミニー・ドライヴァー     | 日野由利加        | 深見梨加     |
| チャーリー | エド・アズナー           | 糸博              | 藤本譲       |
| ケニー     | マイケル・グリアン       | 落合弘治          | 石田彰       |
| メーラー   | ダン・フロレク           | 小島敏彦          | 稲葉実       |
| ハンク     | ウェイン・デュヴァル     | 相沢正輝          | 天田益男     |
| レイ       | リッキー・ハリス         | 中多和宏          | 楠大典       |
| ウェイン   | マーク・ロルストン       | 田原アルノ        | 手塚秀彰     |
| フィル     | ピーター・マーニック     | 平田広明          | 内田直哉     |
| ヘンリー   | リチャード・ダイサート   | 村松康雄          | 寺島幹夫     |
| ドリーン   | ベティ・ホワイト         | 翠準子            | 京田尚子     |
| 町長       | レイ・ベイカー           | 小島敏彦          | 幹本雄之     |
| その他     |                          | 高瀬右光 山田千佳 | 長克巳       |

- 日本テレビ版：初回放送2000年2月18日『金曜ロードショー』

## スタッフ
- 監督：ミカエル・サロモン
- 製作：マーク・ゴードン、ゲイリー・レヴィンソン、イアン・ブライス
- 脚本：グレアム・ヨスト
- 撮影：ピーター・メンジース・ジュニア
- 音楽：クリストファー・ヤング

日本語版
| -    | ソフト版               | 日本テレビ版           |
| ---- | ---------------------- | ---------------------- |
| 演出 | 田島荘三               | 向山宏志               |
| 翻訳 | 和島陽子               | 久保善昭               |
| 調整 | 高橋慶美               | 菊池悟史               |
| 効果 | N/A                    | 南部満治               |
| 担当 | 吉富孝明               | 吉富孝明               |
| 録音 |                        | 浜松町スタジオ         |
| 制作 | ニュージャパンフィルム | ニュージャパンフィルム |